# Almendral de la Cañada (kommunhuvudort)
Almendral de la Cañada är en kommunhuvudort i Spanien.   Den ligger i provinsen Toledo och regionen Kastilien-La Mancha, i den centrala delen av landet, 90 km väster om huvudstaden Madrid. Almendral de la Cañada ligger 636 meter över havet och antalet invånare är 375.
Terrängen runt Almendral de la Cañada är huvudsakligen kuperad, men åt nordväst är den platt. Runt Almendral de la Cañada är det glesbefolkat, med 12 invånare per kvadratkilometer. Närmaste större samhälle är Casavieja, 11,2 km norr om Almendral de la Cañada. 